# ليدز الشرقية (دائرة انتخابية في المملكة المتحدة)
ليدز الشرقية (بالإنجليزية: Leeds East)‏ هي إحدى الدوائر الانتخابية في المملكة المتحدة الممثلة في مجلس العموم في برلمان المملكة المتحدة.
عضو البرلمان الذي يمثلها حالياً هو :Mr George Mudie (Lab).